# Universidade Estadual de Feira de Santana
Universidade Estadual de Feira de Santana (UEFS) – brazylijski uniwersytet w Feira de Santana  w stanie Bahia.
Uniwersytet powstał 31 maja 1976 jako Universidade de Feira de Santana.